# Paridad de red
| Paridad de red alcanzada antes de 2014 Paridad de red alcanzada sólo para precios pico Paridad de red alcanzada después de 2014 Estados de EE. UU. que alcanzarán la paridad de red próximamente |

Estado de la paridad de red de instalaciones solares fotovoltaicas alrededor del mundo:
Fuente: Deutsche Bank, febrero de 2015

La paridad de red es la condición de que una fuente de generación de energía eléctrica se puede producir a un coste inferior o igual al precio generalista de compra de la electricidad directamente de la red eléctrica. Este término se emplea principalmente en referencia a fuentes de energía renovable, en concreto la energía solar fotovoltaica y la energía eólica. Se cree ampliamente que el alcance de la paridad de red, tendrá como consecuencia un cambio radical en el mix de generación energética.
Se considera que alcanzar la paridad de red es un punto de inflexión muy importante en el desarrollo de nuevas fuentes de energía. Supone el punto a partir del cual una fuente de producción energética puede convertirse en un directo competidor de las energías convencionales, llevando a cabo su desarrollo sin subsidios o apoyo gubernamental.
Alemania fue uno de los primeros países donde se alcanzó la paridad de red en instalaciones fotovoltaicas en 2011 y 2012, para grandes plantas de conexión a red y pequeñas instalaciones sobre tejado, respectivamente.: 11  A principios de 2014, la paridad de red fotovoltaica se había alcanzado en al menos 19 países en todo el mundo.

## Energía solar fotovoltaica

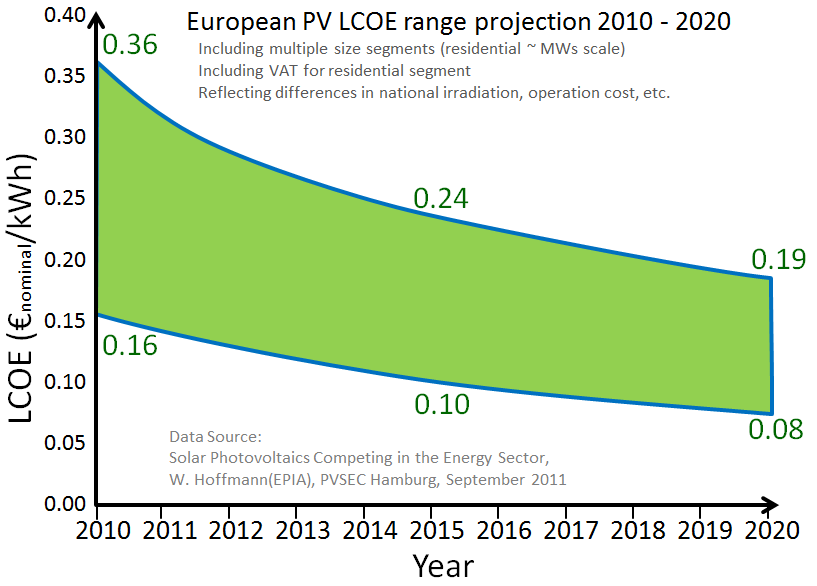
Proyección del coste de producción de energía fotovoltaica en Europa

El concepto de paridad de red se usa habitualmente en el campo de la energía solar, específicamente en el de la energía solar fotovoltaica. Esto es debido a la masiva reducción del coste de los equipos que hacen posible esta fuente de energía (paneles solares, inversores, etc.) que ha tenido lugar entre 1990 y 2010, durante los cuales el precio se ha reducido aproximadamente un total de 25 veces. En la actualidad este ratio de reducción está incluso acelerándose: entre finales de 2009 y mediados de 2011 el precio de los módulos solares cayó aproximadamente un 70%. Esta rápida reducción de precios no tiene precedentes en la industria, y actualmente no muestra signos de desaceleración.
La solar es cada vez más competitiva y en países como Italia e India ha alcanzado la paridad en costes con los otros tipos de energía. La paridad en costes se alcanzará en mucho menos tiempo del previsto debido a la reducción del coste de los paneles solares y en breve, podría ser muy competitiva sin necesidad de contar con ninguna ayuda.
Esta reducción en el coste de la energía solar fotovoltaica desde que se fabricaron las primeras células solares comerciales se ha producido gracias a los avances tecnológicos, la sofisticación y la economía de escala, consiguiendo que su coste medio de generación eléctrica ya sea competitivo con las fuentes de energía convencionales en un creciente número de regiones geográficas. Sistemas de autoconsumo fotovoltaico y balance neto están logrando la popularización de las instalaciones fotovoltaicas en un gran número de países. Con la tecnología actual, los paneles fotovoltaicos recuperan la energía necesaria para su fabricación en un período comprendido entre 6 meses y 1,4 años; teniendo en cuenta que su vida útil media es superior a 30 años, producen electricidad limpia durante más del 95% de su ciclo de vida.

### Ley de Naam
La ley de Naam, enunciada por Ramez Naam, es similar a la ley de Moore, pero referida al coste por vatio de energía fotovoltaica. Así, promediada a treinta años, la tendencia es a una reducción anual del 7% en el precio. Los motivos son dos. El primero, es que los fabricantes de células solares están aprendiendo -de la misma forma que lo hicieron los fabricantes de chips- cómo reducir el coste de fabricación. En segundo lugar, la eficiencia de la célula solar - la parte de la energía del sol que le llega y que captura- está mejorando continuamente. En el laboratorio, los investigadores han obtenido eficiencias tan altas como pueden ser un 41%, algo inaudito 30 años antes. Los métodos de película fina barata han obtenido eficiencias de laboratorio tan altas como de un 20%, casi el doble de la mayoría de los sistemas solares en desarrollo instalados hoy en día. Esto significa que, en el futuro, con esta disminución del 7% en los costes (y 2010 y 2011 han logrado estos números) en 20 años el coste por kilovatio de las células solares estará por unos céntimos de dólar. Por otro lado, la paridad en red ya se ha logrado en los territorios más soleados.